# Pentastiridius kassalana
Pentastiridius kassalana är en insektsart som beskrevs av Van Stalle 1986. Pentastiridius kassalana ingår i släktet Pentastiridius och familjen kilstritar. Inga underarter finns listade i Catalogue of Life.